# Guishan Guanyin

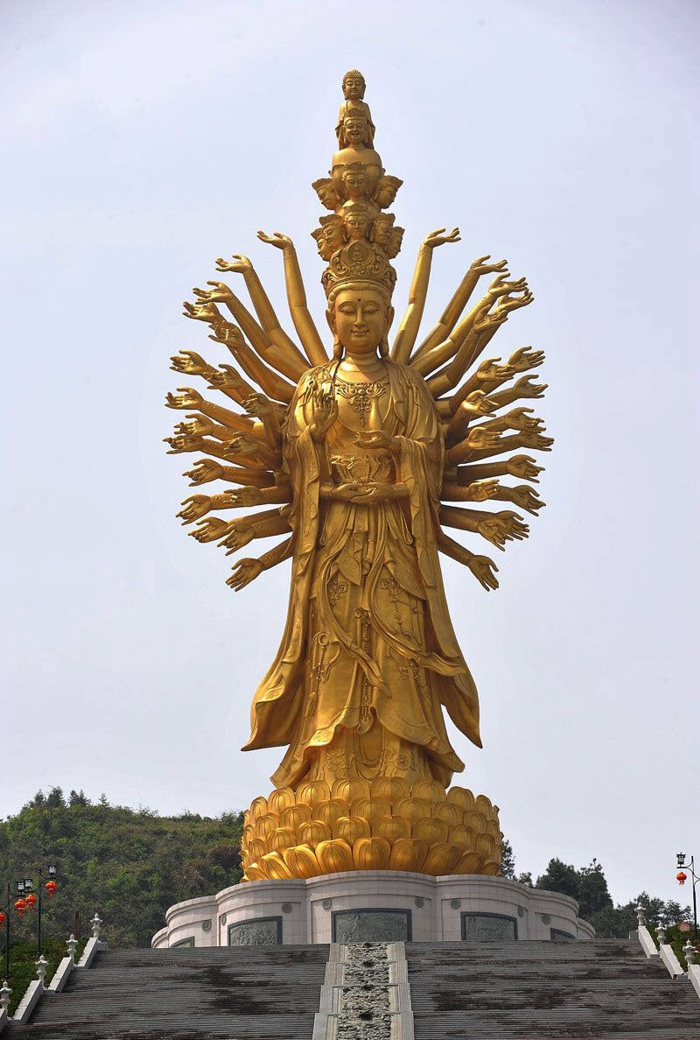
Guishan Guanyin

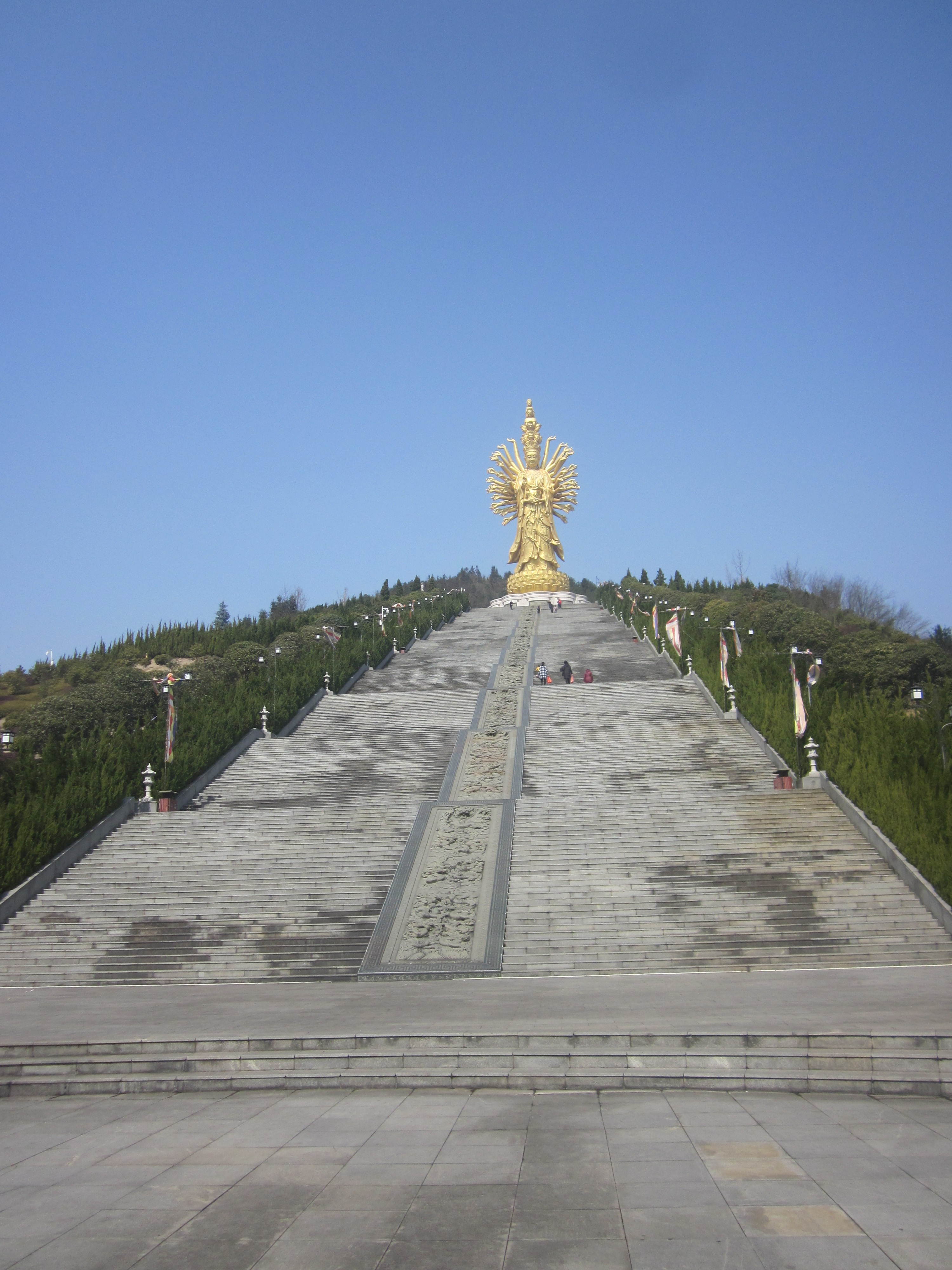
trap naar de Guishan Guanyin

De Guishan Guanyin van de duizend handen en ogen is een kolossaal standbeeld in Weishan in de stad Changsha in de Chinese provincie Hunan.

## Geschiedenis
In 2009 werd het standbeeld voltooid. Het werd gebouwd door de regering van het arrondissement Ningshan met hulp van lokale bedrijven en religieuze organisaties die 260 miljoen yuan investeerden om de bouw te voltooien.

## Bouwwerk
Het beeld heeft een hoogte van 99 meter en is daarmee het grootste duizendarmige Guanyin. Het beeldt Avalokitesvara af, de godin van troost en genade. 
Het standbeeld is opgetrokken in brons en verguld met goud. Het staat op een bouwwerk van drie lagen op een heuveltop. Van de voet van de heuvel loopt er een trap naar de Guanyin.